# Paramormyrops sphekodes
Paramormyrops sphekodes är en fiskart som först beskrevs av Sauvage, 1879.  Paramormyrops sphekodes ingår i släktet Paramormyrops och familjen Mormyridae. IUCN kategoriserar arten globalt som livskraftig. Inga underarter finns listade i Catalogue of Life.